# Moto Guzzi Mulo Meccanico
Das „Mulo Meccanico“ (auf Deutsch „mechanisches Maultier“) war ein vom italienischen Motorradhersteller Moto Guzzi produziertes militärisches Motordreirad. Auch bekannt unter der Bezeichnung Autoveicolo da Montagna Tre-per-Tre (auf Deutsch „Bergfahrzeug 3×3“) wurde es in der Zeit von 1959 bis 1962 ausschließlich für die Gebirgsjägereinheiten (cacciatori alpini oder abgekürzt nur „Alpini“) der italienischen Armee hergestellt. Das einsitzige Transportfahrzeug kann 500 kg Nutzlast befördern und hat eine verstellbare Spur. Zudem hat es Allradantrieb und kann mit Ketten für die Hinterräder ausgerüstet werden. Das geländetaugliche Dreirad eignete sich sehr gut für die teilweise unwegsamen Gebirge Italiens. Es wurden, je nach Quelle, ca. 400 oder ca. 500 Fahrzeuge hergestellt. Ab 1979 wurden sie schrittweise ausgemustert und durch ein völlig anderes Konzept ersetzt.

## Geschichte
Schon seit 1928 mit dem Motocarro Tipo 107 stellte Moto Guzzi unterschiedliche Motordreiräder für den zivilen oder militärischen Gebrauch her. Im Zweiten Weltkrieg unterstützte unter anderen Moto Guzzi die italienische Armee mit der für militärische Zwecke ausgerüsteten Alce. Auf Basis dieses Motorrads wurde 1941 das Motordreirad TriAlce entwickelt. Wie üblich bei diesen Konstruktionen wurde der Vorderteil des Motorrads bis zum Sitzplatz des Fahrers beibehalten und dahinter eine Achse mit zwei Rädern und einer Ladefläche oder zwei Sitzplätzen nebeneinander und ein Maschinengewehr montiert. Auch nach dem Krieg wurden ähnliche Konstruktionen für den zivilen Gebrauch hergestellt, zum Beispiel das Ercole (1946–1980).
In den 1950er-Jahren setzte das italienische Verteidigungsministerium die generelle Motorisierung der Armee durch. Der Fahrzeugpark der Armee wurde modernisiert und auch die Einheiten in den Bergregionen sollten ein motorgetriebenes Transportmittel bekommen. 1959 wurde Moto Guzzi der Auftrag erteilt, ein geländetaugliches dreirädriges Transportfahrzeug für die „Alpini“ der italienischen Armee zu entwickeln. Ein Ziel war es, dass das Fahrzeug sowohl die Maultierpfade in den Bergen befahren konnte als auch Wege, die für Maultiere ungeeignet sind. Bereits im Jahr des Auftrages wurde das Fahrzeug zur Erprobung abgegeben. Die Serienproduktion lief von 1960 bis 1962 und es wurden ca. 500 (andere Quellen nennen ca. 400) Dreiräder hergestellt.
1974 begannen erste Versuche, das „Mulo Meccanico“ durch ein neues Fahrzeug zu ersetzen. Zu diesem Zweck entwickelte unter anderen Fresia SpA einen Prototyp, das Fresia F10, eine fahrbare Transportplattform mit Ottomotor und hydrostatischem Getriebe, Allradantrieb und Allradlenkung, bei der der Fahrzeugführer entweder hinter der Plattform hergeht oder aufsitzt um das Fahrzeug zu steuern. Ab 1979 wurde die weiterentwickelte Version Fresia F18 bei den „Alpini“ eingeführt und das Moto Guzzi „Mulo Meccanico“ nach und nach ausgemustert.

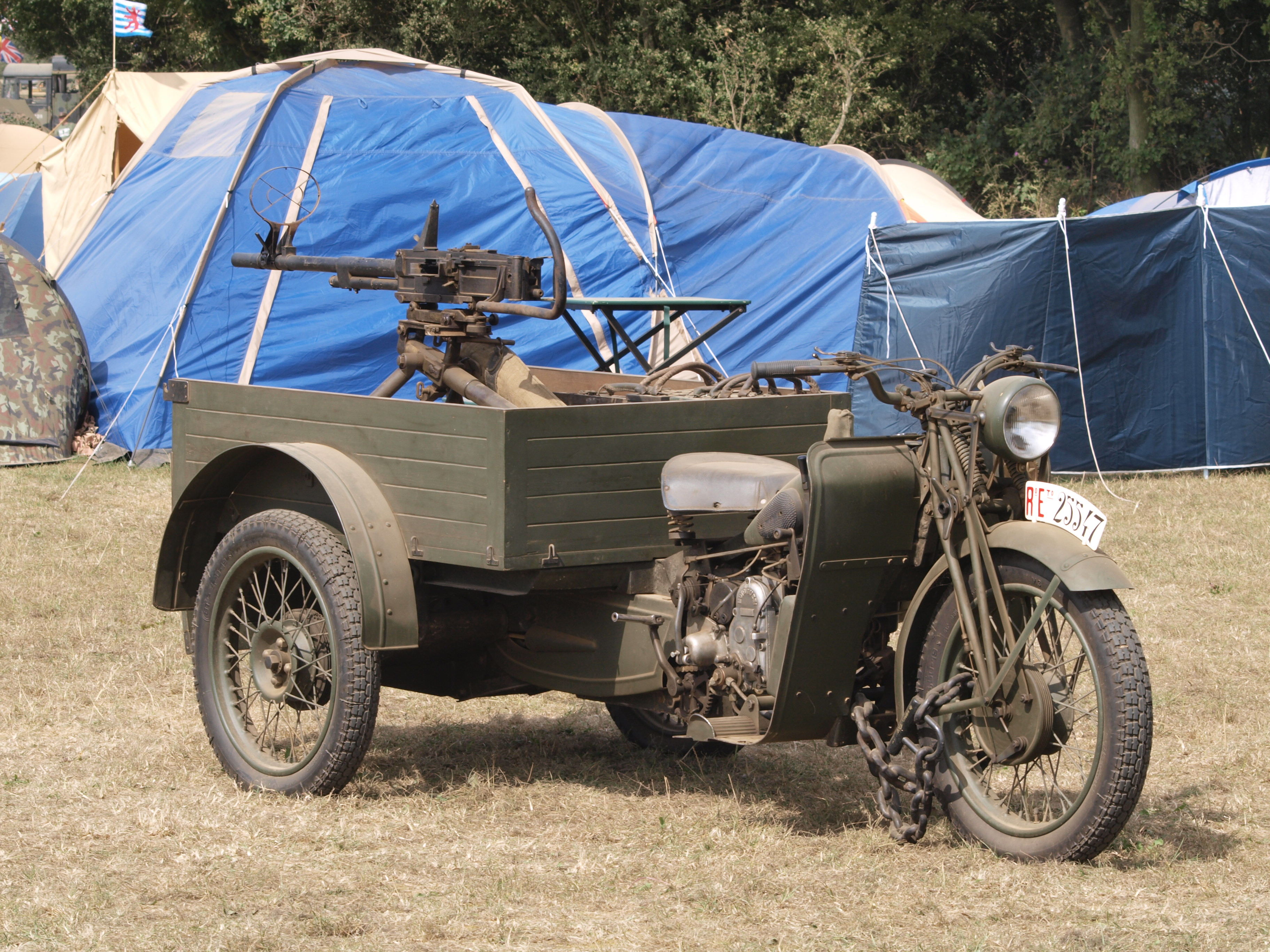
Moto Guzzi TriAlce 500
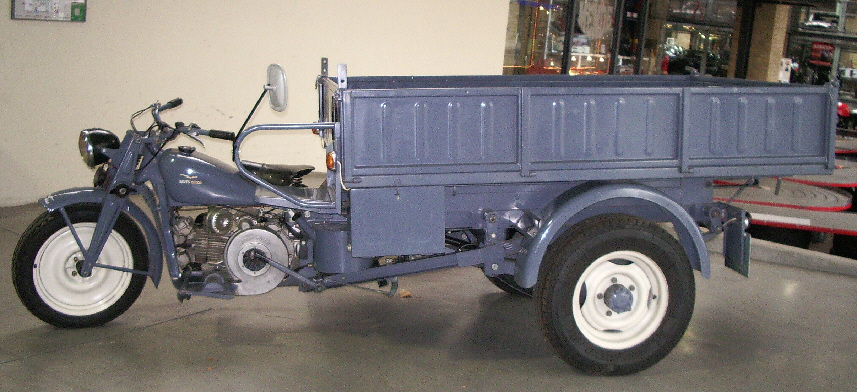
Moto Guzzi Ercole 500 (1960)
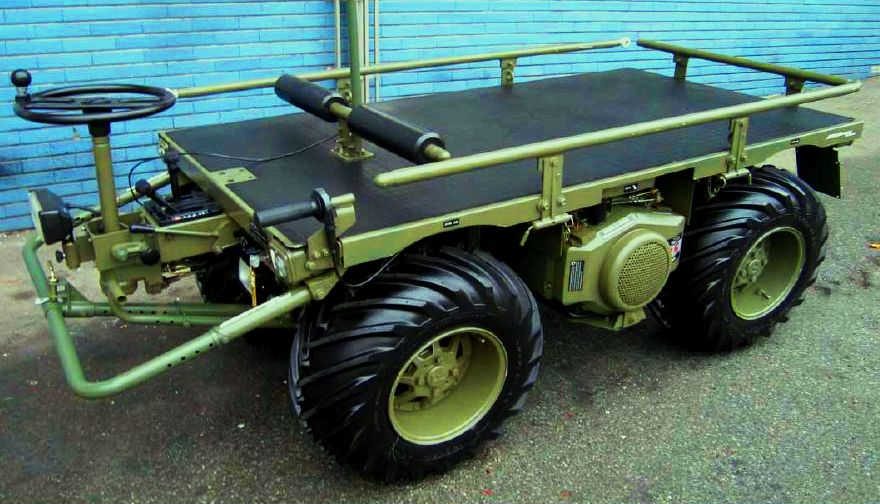
Fresia F18

## Bezeichnung des Fahrzeugs
Der Name „Mulo Meccanico“ ist wahrscheinlich nicht die eigentliche Werksbezeichnung. Vom Ministero difesa – esercito (auf Deutsch „Verteidigungsministerium – Armee“) bekam es die Bezeichnung Autoveicolo da Montagna Tre-per-Tre (auf Deutsch Bergfahrzeug 3×3) und bei Moto Guzzi war die Abteilung Servizio Tecnico Motorizzazione Esercito – Moto Guzzi (auf Deutsch Technischer Service Armee-Motorisierung – Moto Guzzi) verantwortlich.

## Beschreibung des Fahrzeugs

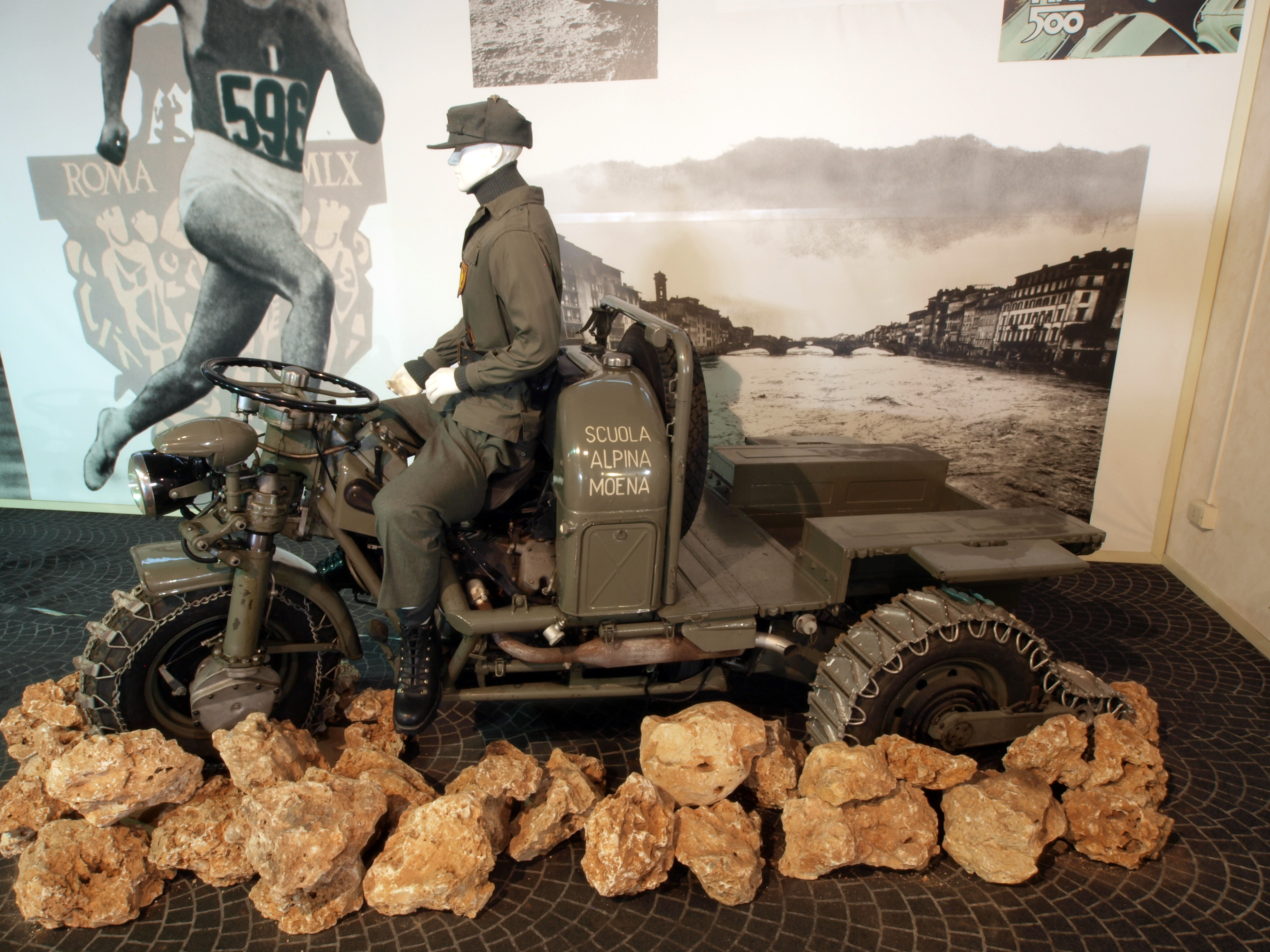
Mulo Meccanico mit montierten Ketten

### Motor
Der Motor ist ein Zweizylinder-Viertakt-Ottomotor. Seine Zylinder stehen in einem Winkel von 90° als V zueinander. Jeder Zylinder hat ein Einlass- und ein Auslassventil. Die Ventile steuert eine zentrale Nockenwelle über Stößel, Stoßstangen und Kipphebel. Als Vergaser wurde ein Weber 26 IMB1 eingesetzt. Die Trockensumpfschmierung des Motors wird durch zwei von Zahnrädern angetriebene Pumpen versorgt, eine für die Förderung und eine für die Rückgewinnung des Schmiermittels. Es stehen 5,4 kg (6 l) Schmiermittel zur Verfügung. Wegen der zu erwartenden geringen Geschwindigkeiten des Fahrzeugs im Gelände wurde der luftgekühlte Motor mit einem Zentrifugalgebläse direkt auf der verlängerten Kurbelwelle versehen und um eine bestmögliche Kühlung zu erreichen, sind die Zylinder ummantelt. Der Motor ist in der Mitte unterhalb des Fahrersitzes längs eingebaut. Das gesamte Antriebssystem, einschließlich Getriebe, Differenzialen und Wellen, ist um ca. 15° nach hinten geneigt. Für Einsätze in sehr kalten Gebieten hat das Fahrzeug eine Hilfsbatterie zur Unterstützung der Hauptbatterie beim Anlassen des Motors. Sollten beide Batterien versagen, kann der Motor auch von Hand angelassen werden. Das vordere Ende der Welle des Gebläses hat dafür eine entsprechende Verzahnung. Der Motor diente später als Grundlage für die Entwicklung des Motors für die Moto Guzzi V7.

### Kraftübertragung
Die Kupplung ist eine Einscheiben-Trockenkupplung. Sie wird mit dem linken Pedal betätigt. Das Getriebe hat sechs Vorwärtsgänge und einen Rückwärtsgang. Der erste Gang und der Rückwärtsgang sind mit Schiebezahnrädern versehen. Die Zahnräder der anderen Gänge sind im ständigen Eingriff. Der Schalthebel befindet sich rechts neben dem Fahrer und wird in einer Kulisse geführt. Der Rückwärtsgang liegt rechts vorn, der erste Gang rechts vorn und links vom Rückwärtsgang. Der erste und zweite Gang sowie der Rückwärtsgang sind durch eine Vorrichtung gegen unbeabsichtigtes Einlegen geschützt. Das Anfahren in der Ebene erfolgt normalerweise im dritten Gang.
| Tabelle der Getriebeübersetzungen und zulässigen Höchstgeschwindigkeiten | Tabelle der Getriebeübersetzungen und zulässigen Höchstgeschwindigkeiten | Tabelle der Getriebeübersetzungen und zulässigen Höchstgeschwindigkeiten |
| ------------------------------------------------------------------------ | ------------------------------------------------------------------------ | ------------------------------------------------------------------------ |
| Gang                                                                     | Übersetzung                                                              | Geschwindigkeit                                                          |
| 1                                                                        | 12,92:1                                                                  | 4 km/h                                                                   |
| 2                                                                        | 5,97:1                                                                   | 8 km/h                                                                   |
| 3                                                                        | 3,1:1                                                                    | 16 km/h                                                                  |
| 4                                                                        | 1,93:1                                                                   | 25 km/h                                                                  |
| 5                                                                        | 1,31:1                                                                   | 37 km/h                                                                  |
| 6                                                                        | 1:1                                                                      | 50 km/h                                                                  |
| R                                                                        | 13,7:1                                                                   | 3,6 km/h                                                                 |

Am Getriebe ist direkt das zentrale Differenzial angebaut. Hier wird die Kraft auf das Vorderrad und die Hinterachse im Verhältnis von 20 % zu 80 % verteilt. Das Differenzial ist manuell sperrbar und hat eine zusätzliche manuelle Sperre, die verhindert, dass das Fahrzeug an Steigungen zurückrollt. Vom Differenzial verläuft eine Gelenkwelle zwischen den Zylindern und unterhalb des Vergasers nach vorn zum Lenkkopf. Hier wird die Kraft erst nach links und dann nach unten über eine Welle im Federbein zum Kegelradgetriebe an der Radnabe übertragen. Das Übersetzungsverhältnis beträgt 10,2 : 1. Die Hinterachse wird durch ein direkt am Zentraldifferenzial angebautes Achsdifferential angetrieben. Auch dieses Differenzial kann manuell gesperrt werden. Die Kraft wird im Differenzial zu beiden Seiten zu je einem Kegelradgetriebe geführt. An diesen Getrieben ist je eine Gelenkwelle angeschlossen, die die Kraft weiter durch die Schwingen nach hinten zu den Kegelradgetrieben an den Radnaben überträgt. Auch hier ist das Übersetzungsverhältnis 10,2 : 1.

### Aufbau und Fahrwerk

#### Allgemeines
Der Rahmen ist aus Rohren und Blechen geschweißt. Die gesamte Antriebseinheit ist mit einem Unterfahrschutz gesichert. Für eine sichere Steuerung ist das Fahrzeug mit einem Lenkrad ausgestattet. Der Tank steht hinter dem Fahrer, an ihm ist das Polster der Rückenlehne befestigt. Er ist durch einen speziellen Tankdeckel vor dem Auslaufen gesichert.

#### Radaufhängungen
Das Vorderrad ist nur an der linken Seite über das ummantelte Federbein mit dem Lenkkopf verbunden. Als Federung dient eine Schraubenfeder. Gebremst wird es über eine Trommelbremse in der Nabe. Sie wird hydraulisch über einen Handhebel rechts unterhalb des Lenkrades betätigt.
Die Hinterräder sind einzeln an je einer Einarmschwinge außen aufgehängt und durch je ein zweiteiliges Gummielement gefedert. Gebremst werden sie über Trommelbremsen in den Naben, die hydraulisch über ein Pedal rechts vom Fahrer betätigt werden. Zusätzlich sind an den Radnaben Halterungen für je eine Hilfsrolle angebracht. Eine Hilfsrolle besteht aus zwei kleinen Scheibenrädern. Zusammen mit dem jeweiligen Rad bilden sie ein Radpaar für die Nutzung einer Kette. Um den benötigten Anpressdrucks der Hilfsrollen aufzubringen, ist je eine Spiralfeder an den Außenseiten der Radnaben der Hinterräder befestigt. Durch die Ketten wird die Steigfähigkeit erheblich erhöht. Außerdem sind beide Schwingen über ein Getriebe und zwei Gelenkwellen miteinander verbunden. Dieses Getriebe dient zur Verstellung der Spur. Der Fahrer kann mit einem Hebel links von seiner Sitzposition während der Fahrt die Spur von 850 mm auf 1300 mm, oder in der umkehrten Richtung, verändern. Dazu wird eine Wegstrecke von 25 m benötigt. Das Verstellen der Spur im Stand ist nur mit speziellem Werkzeug möglich.

### Böschungswinkel
Wegen seines freistehenden Vorderrades sind dem vorderen Böschungswinkel des „Mulo Meccanico“ keine theoretischen Grenzen gesetzt. Ein beliebtes Element zur Vorführung dieser Fähigkeit war das Anfahren an senkrechten Mauern, Bäumen, Pfosten oder ähnlichem.

## Technische Daten
| Moto Guzzi Autoveicolo da Montagna 3×3 | Moto Guzzi Autoveicolo da Montagna 3×3                  |
| -------------------------------------- | ------------------------------------------------------- |
| Motor                                  | Zweizylinder-Viertakt-Ottomotor Zylinderanordnung V 90° |
| Kühlung                                | Luftkühlung mit Gebläse                                 |
| Bohrung × Hub                          | 80 × 75 mm                                              |
| Hubraum                                | 754 cm³                                                 |
| Verdichtung                            | 6,5:1                                                   |
| Leistung bei 1/min                     | 20 PS (14,7 kW) bei 4000                                |
| Drehmoment bei 1/min                   | 4,7 kpm (46 Nm) bei 2400                                |
| Elektrische Anlage                     | 12 V                                                    |
| Getriebe                               | 6 Vorwärtsgänge und ein Rückwärtsgang                   |
| Antriebsformel                         | 3×3                                                     |
| Radstand                               | 2030 mm                                                 |
| Spur hinten                            | 850 oder 1300 mm (je Einstellung)                       |
| Länge × Breite × Höhe                  | 3000 × 1100 oder 1570 (je Spureinstellung) × 1420 mm    |
| Wendekreis                             | 4,4 m                                                   |
| Bereifung                              | 6.00-15                                                 |
| Leergewicht                            | ca. 1000 kg                                             |
| Nutzlast                               | 500 kg                                                  |
| Tankinhalt                             | 53 l                                                    |
| Höchstgeschwindigkeit                  | 50 km/h                                                 |
| Schmiermittelverbrauch                 | 350 g/100 km                                            |
| Kraftstoffverbrauch                    | ca. 15 l/100 km (in der Ebene)                          |
| Reichweite                             | 350 km                                                  |
| Einsatzdauer                           | 9 h                                                     |
| max. Steigung                          | 50 % ohne Ketten, 70 % mit Ketten                       |
| max. Überschreitfähigkeit              | 400 mm                                                  |